# Emirato del Cáucaso
El Emirato del Cáucaso (en checheno: Имарат Кавказ, Imarat Kavkaz; en ruso: Кавказский Эмират, Kavkazskiy Emirat; en árabe: إمارة القوقاز الإسلامية) fue una organización yihadista. Su intención fue expulsar las tropas rusas del Cáucaso Norte y establecer un emirato islámico en la región. Parcial sucesor de la República Chechena de Ichkeria, fue autoproclamado oficialmente el 31 de octubre de 2007 por Dokú Umárov, que además, asumió como emir. Formó parte del Frente Caucásico.
A finales de 2015, el grupo ya no tenía una presencia visible en el Caucaso Norte, ya que la mayoría de sus miembros desertaron a la filial local del Estado Islámico, Vilayat Kavkaz. Solo pequeños grupos remanentes del mismo se mantienen presentes en Siria desde 2017, durante la guerra civil.

## Declaración
El 31 de octubre de 2007 la agencia independentista de noticias Chechenpress informaba de que el presidente de la República Chechena de Ichkeria, Dokú Umárov, había proclamado un emirato en el Cáucaso y se había autoproclamado emir, aboliendo con ello la República y su presidencia.
La formación del Emirato del Cáucaso fue rápidamente condenada por Ajmed Zakáyev, el propio Ministro de Asuntos Exteriores de la RCI. Zakáyev, que vive exiliado en Londres, hizo un llamamiento a todos los luchadores y políticos independentistas chechenos a prometer lealtad a su gobierno en el exilio, en un intento de alejar a Umárov del poder. Zakáyev también expresó su pesar porque Umarov cedió a la presión de "provocadores" y cometió un "crimen" que mina la legitimidad de la República Chechena de Ichkeria. Por su parte, Umárov rechazó cualquier crítica sobre su acción y advirtió a todos los independentistas chechenos de no cooperar con "infieles" o leyes y reglas "apóstatas", incluyendo a la democracia. Umárov también mencionó que no necesitaba ninguna autorización de Majlis-ul-Shura (el consejo de los comandantes rebeldes chechenos) o de nadie más para proclamar el emirato, ya que era "su deber como musulmán" establecer un Estado islámico "como lo manda la Sharia".
Anzor Astemírov, líder rebelde de la república autónoma de Kabardino-Balkaria, en Rusia, tomó el crédito por la idea de establecer el emirato. También dijo que trató sin éxito de persuadir al comandante rebelde checheno Shamil Basáyev para lograrlo en Nálchik en 2005, pero Basáyev rechazó completamente la idea y en lugar de ello instó a los líderes rebeldes de Kabardino-Balkaria a prometer un juramento de lealtad al presidente checheno Abdul-Halim Saduláyev, en respuesta a la ayuda chechena durante el ataque de Nálchik en 2005. Supuestamente, la muerte de Basáyev en 2006 preparó el camino para la declaración del emirato.

## Estructura

Divisiones propuestas del Emirato del Cáucaso.

El Emirato del Cáucaso está supuestamente formado por las siguientes vilayatos (provincias):
- Vilayato de Noxçiyçö (Chechenia)
- Vilayato de Ġalġayçö (Ingusetia y Osetia del Norte - Alania)
- Vilayato del Daguestán
- Vilayato de Kabardá, Balkar (Kabardino-Balkaria) y Karacháevo (la mayor parte de Karacháevo-Cherkesia)
- Vilayato de la Estepa de Nogái (áreas habitadas por el pueblo nogayo en el krai de Stávropol)

Sin embargo, de acuerdo a Umárov, las bases de los luchadores rebeldes leales a él "se extienden desde Azerbaiyán hasta Abjasia".
En agosto de 2008 Movladi Udúgov, ideólogo y vocero del Emirato del Cáucaso, dijo que "como Dokú Umárov observó acertadamente, este Estado Islámico aún no tiene fronteras. No es correcto decir que queremos construir una clase de enclave en el territorio de estas repúblicas del norte del Cáucaso. No, hoy muchos musulmanes viviendo en Tartaristán, Bashkortostán, Buriatia, rusos de las más ampliamente distintas regiones de Rusia que han aceptado el Islam, hacen un juramento de obediencia a Dokú Umárov como el líder legítimo de los musulmanes. Y donde sea que se encuentre – en Moscú, Blagovéshchensk, Tiumén - cuando un musulmán haga aquél juramento, se convertirá en una unidad luchadora. El hecho de que estas personas no sean visibles en sus ciudades en este momento y no sean activas no significa que no se conviertan en miembros activos en el futuro".

## Relaciones exteriores

### Declaración frustrada de hostilidad hacia Occidente

Primera bandera del Emirato del Cáucaso, inspirada en la de la antigua República Chechena de Ichkeria.

En la misma declaración en la que Dokú Umárov proclamó el Emirato del Cáucaso también describió a Estados Unidos, el Reino Unido e Israel como enemigos comunes de los musulmanes a nivel mundial. Más tarde, Umarov cambió su declaración diciendo que estadounidenses y británicos no eran enemigos de los musulmanes, pero todavía considerando a Israel como tal.
Sin embargo, el 20 de noviembre de 2007, Anzor Astemírov dijo que "incluso si quisiéramos afectar a América y Europa todos los días, está muy claro para cualquiera que entienda la política que nosotros no tenemos conflictos de intereses (con Occidente)" y agregó, "Las personas en la Casa Blanca saben muy bien que no tenemos nada que ver con América en este momento". En su argumento, Astemírov no sólo describió a las amenazas de los rebeldes caucásicos hacia Occidente como vacías, sino que también pidió a Estados Unidos ayuda en su lucha contra la "agresión rusa". Haciendo caso a su crítica, muchos sitios web rebeldes quitaron la frase que señalaba a las naciones occidentales como enemigas.

### Reacción a la guerra de Osetia del Sur en 2008
El 9 de agosto de 2008, en respuesta al conflicto entre Georgia y Rusia, Movladi Udúgov declaró que "por el momento ni Tiflis ni Washington nos han contactado con alguna propuesta u oferta" para pelear junto a las fuerzas georgianas contra las fuerzas rusas. Udúgov también dijo: "Pero claramente puedo decir que el comando del Emirato del Cáucaso está siguiendo con gran interés el desarrollo de la situación".